# マルク・シュテンデラ
マルク・シュテンデラ（Marc Stendera 、1995年12月10日 - ）は、ドイツ・カッセル出身のプロサッカー選手。SKNザンクト・ペルテン所属。元U21ドイツ代表。ポジションは、ミッドフィールダー（MF）。

## 経歴

### クラブ
アイントラハト・フランクフルトの下部組織出身。2012–13シーズンのホーム・バイエルン・ミュンヘン戦で71分にマルコ・ルスと交代しブンデスリーガ初出場。初スタメンとなった2013年4月のシャルケ04戦ではアシストを記録し1-0の勝利に貢献した。

### 代表
各年代でドイツ代表に選出されている。2012年のUEFA U-17欧州選手権では決勝に進んだものの、PK戦の末にオランダに敗れた。2014年のUEFA U-19欧州選手権では決勝のポルトガル戦でハニー・ムフタールの決勝ゴールをアシストし2008年大会以来となる同大会制覇に大きく貢献した。

## タイトル
アイントラハト・フランクフルト
- DFBポカール2017-18

U-19ドイツ代表
- UEFA U-19欧州選手権2014

個人
- UEFA U-19欧州選手権2014大会ベストイレブン[2]